# Pascal Triebel
Pascal Triebel, nascido a 9 de junho de 1966, é um ciclista luxemburguês já retirado que foi especialista do Ciclocross ainda que também teve vitórias em Estrada.

## Palmarés

### Estrada
1989
- Campeonato do Luxemburgo em Estrada

1995
- Memorial Philippe Van Coningsloo

1996
- 1 etapa da Flèche du Sud

2003
- 2.º no Campeonato do Luxemburgo Contrarrelógio

2004
- 2.º no Campeonato do Luxemburgo Contrarrelógio

2005
- 2.º no Campeonato do Luxemburgo Contrarrelógio
- ̈1.º em Grande Prêmio François-Faber

### Ciclocross
| 1985 - 3.º no Campeonato do Luxemburgo em Ciclocross 1990 - 3.º no Campeonato do Luxemburgo em Ciclocross 1993 - 3.º no Campeonato do Luxemburgo em Ciclocross 1994 - Campeonato do Luxemburgo em Ciclocross 1995 - Campeonato do Luxemburgo em Ciclocross 1996 - Campeonato do Luxemburgo em Ciclocross 1997 - Campeonato do Luxemburgo em Ciclocross 1998 - Campeonato do Luxemburgo em Ciclocross 2000 - Campeonato do Luxemburgo em Ciclocross | 2001 - Campeonato do Luxemburgo em Ciclocross 2002 - Campeonato do Luxemburgo em Ciclocross 2003 - 2.º no Campeonato do Luxemburgo em Ciclocross 2004 - 2.º no Campeonato do Luxemburgo em Ciclocross 2005 - 3.º no Campeonato do Luxemburgo em Ciclocross 2006 - 3.º no Campeonato do Luxemburgo em Ciclocross 2007 - 2.º no Campeonato do Luxemburgo em Ciclocross 2008 - 3.º no Campeonato do Luxemburgo em Ciclocross 2012 - 3.º no Campeonato do Luxemburgo em Ciclocross |